# アステールプラザ
アステールプラザ (ASTERPLAZA) は、広島県広島市中区加古町にある、文化活動目的に使用される複合施設。広島市文化創造センター、広島市中区民文化センター、広島市国際青年会館及び広島市立中区図書館の4つの施設から構成される複合施設である。施設は市が所有し、（公財）広島市文化財団が指定管理者として運営管理している。
2015年6月1日より広島市に本社を置く医療機器メーカー、ジェイ・エム・エスが命名権を取得し、「JMSアステールプラザ」の名称となる。当初の契約期間は2020年3月31日までであったが、その後の更新により、2030年3月31日までとなっている。
北隣に広島文化学園HBGホール、南隣に広島市立中島小学校がある。

## 概要
1,204席を有する大ホールや多目的スタジオ・レストランからなる「広島市文化創造センター」、約550席を有する中ホールや会議室からなる「広島市中区民文化センター」、国際交流を深める研修室や宿泊施設からなる「広島市国際青年会館」、「広島市立中区図書館」の4つの施設からなる。1階から6階にかけて文化創造センター・中区民文化センター、7階から9階にかけて国際青年会館、2階に中区図書館がある。
1991年1月、中区民文化センター・国際青年会館・中区図書館からなる複合施設として開館。1998年に、文化創造センターを増設。コンサートや演劇・講演会場など、文化活動に幅広く使用されている。

## 所在地
- 広島県広島市中区加古町4-17

## 交通
- 広島電鉄
  - 広島電鉄宇品線に乗車、市役所前停留場下車、西へ徒歩7分（約600m）
  - 広島電鉄江波線に乗車、舟入町停留場下車、東へ徒歩5分（約400m）
- 広島バス
  - JR広島駅方面より24号線（吉島線）に乗車、「加古町｣下車、南へ約200m[6]